# 七氯
七氯（Heptachlor）又称七氯化茚，是一种有机氯化合物，六氯环戊二烯类杀虫剂。七氯通常为白色晶体或茶褐色蜡状固体，带有樟脑或雪松的气味。其化学结构稳定，不易分解和降解，会在环境里滞留较长时间，且有可能伴随饮用水、牛奶和食物进入生物乃至人体内。雷切尔·卡森曾在《寂静的春天》（1962年）中披露大规模使用以滴滴涕、七氯和氯丹为代表的氯代烃杀虫剂对环境和生物的危害。

## 合成
与其它的氯代环二烯类杀虫剂的合成类似，合成七氯的第一步是六氯环戊二烯和环戊二烯的狄尔斯–阿尔德反应，产物在有三氯化铝或氯化碘的存在下与氯化氢反应，生成七氯。七氯杀虫活性是氯丹的三到五倍，也具有更高的化学稳定性，更不溶于水，更具腐蚀性。七氯主要用于杀死土壤中的虫类和寄生虫，如广泛用于控制土地中的白蚁和蚂蚁，也用于杀死棉花遇到的害虫，蝗虫和疟蚊。

## 环境影响
七氯的半衰期是1.3-4.2天（空气中）,~0.03-0.11年（水中）和~0.4-0.8年（土壤中）。一项研究研究称在施用七氯十四年后，仍可在土壤里检验出它的成分。和其他持续性有机污染物一样，七氯是亲油性的，具有很低的水溶性（25 °C下约为0.056 mg/L）,而较易溶于丙酮、乙醇和其他有机溶剂，这使它会富集在动物体内的脂肪中。虽然七氯在水中的溶解度不高，但由于它在土壤中停留时间较长，七氯和其衍生物环氧七氯仍然会缓慢地对地下水产生污染。

## 新陈代谢
土壤中的微生物会环氧化、水解和还原七氯。当七氯遇到各种微生物时，会先脱去一个氯生成氯丹，然后被氧化成环氧氯丹。或先发生水解，然后脱水生成环氧七氯。其他的代谢途径产物包括1-羟氯丹，1-羟基-2,3-环氧氯丹。小鼠会将七氯代谢为环氧化物和1,2-二羟基二氢氯丹。其具有两种代谢途径：
- 七氯→环氧七氯→1-exo-羟基-2,3-exo-环氧氯丹的脱氢衍生物→1,2-二羟基二氢氯丹
- 七氯→1-exo-羟基氯丹→1-exo-羟基-2,3-exo-环氧氯丹→1,2-二羟基二氢氯丹。[6]

## 七氯和相关衍生物的毒性
七氯具有较强的毒性，对几种实验鱼类的96小时半致死剂量范围为5-23微克/升，并且七氯可以在海洋生物体内富集，在某些鱼类和软体动物体内的七氯可以达到其生存水体中七氯含量的200到37,000倍。口服七氯的小鼠的半致死剂量是40 mg/kg到162 mg/kg。环氧七氯的口服半致死剂量略低，为46.5到60 mg/kg。七氯的一种氢化物，β-二氢七氯茚，虽然具有较高的杀虫能力，对哺乳动物的毒性却相对较低，小鼠口服半致死剂量为5,000mg/kg。
考虑到七氯的较强毒性和在环境中较长的停留时间，1995年的斯德哥尔摩公约将七氯列为12种持久性有机污染物（Persistent Organic Pollutants，简称POP）之一，指出在野外大规模施用七氯后发现某些野生鸟类的繁殖率下降。实验室结果表明高剂量的七氯对小鼠和兔子是致命的，低剂量会导致行为改变和繁殖率降低，要求各国禁用七氯。

## 人类影响
七氯和环氧七氯可通过通过饮用水、牛奶和食物进入人体。虽然环氧七氯从1980年代起已经被美国禁止，但仍能在土壤、水源中找到，会转化进入食物和牛奶，高含量的环氧七氯有可能会提高II型糖尿病的风险。 长期接触七氯的动物的肝脏会产生肿瘤，暴露在环氧七氯的环境中的动物胎儿被发现神经系统和免疫功能受损。暴露在更高剂量的七氯的新生动物被发现体重减轻乃至死亡。考虑到这些不良影响，国际癌症研究机构已经将七氯列入2B类物质，即“有可能致癌物”，而美国环境保护局认为动物实验的结果不足以证实七氯会导致人类患上癌症，所以将其列为3B类。
美国从1980年代末即已禁用七氯，如今七氯产品的唯一商业用途是用于扑灭地下变压器的红火蚁。饮用水和食品里的七氯含量都有严格标准,对饮用水的标准是七氯含量小于2微克/升，环氧七氯含量小于2微克/升。食物中的七氯含量要小于0.01ppm，牛奶要小于0.1ppm，供食用水产品要小于0.3ppm。职业安全和健康管理设定对每周工作五天，每天工作八小时的工作者，空气中的七氯含量应小于0.5 mg/m3。